# Onuphis parva
Onuphis parva är en ringmaskart som beskrevs av Moore 1911. Onuphis parva ingår i släktet Onuphis och familjen Onuphidae. Inga underarter finns listade i Catalogue of Life.